# Éruption du mont Ontake en 2014
L'éruption volcanique du mont Ontake a eu lieu le 27 septembre 2014, tuant 57 personnes. Le mont Ontake est un volcan situé sur l'île Japonaise de Honshu, à environ 100 km (62 mi) au nord-est de Nagoya et à environ 200 kilomètres (120 miles) au sud-ouest de Tokyo. Cela fut la première éruption volcanique meurtrière au Japon depuis 1991, et l'effondrement d'un dôme de lave au Mont Unzen,,, et la plus meurtrière depuis l'éruption volcanique au Japon depuis Torishima qui a tué près de 150 personnes en 1902.

## Déroulement

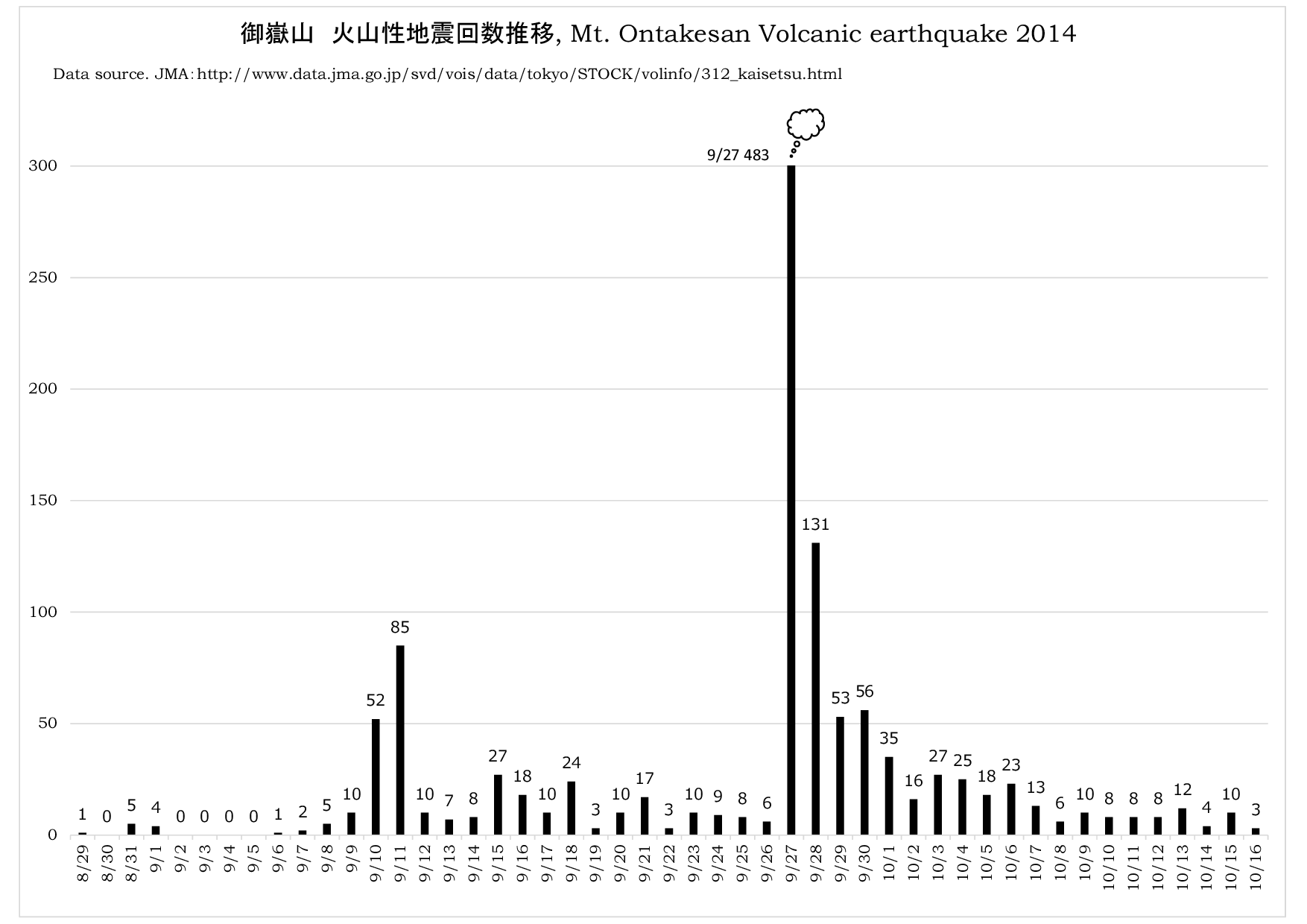
Tremblement de terre Volcanique

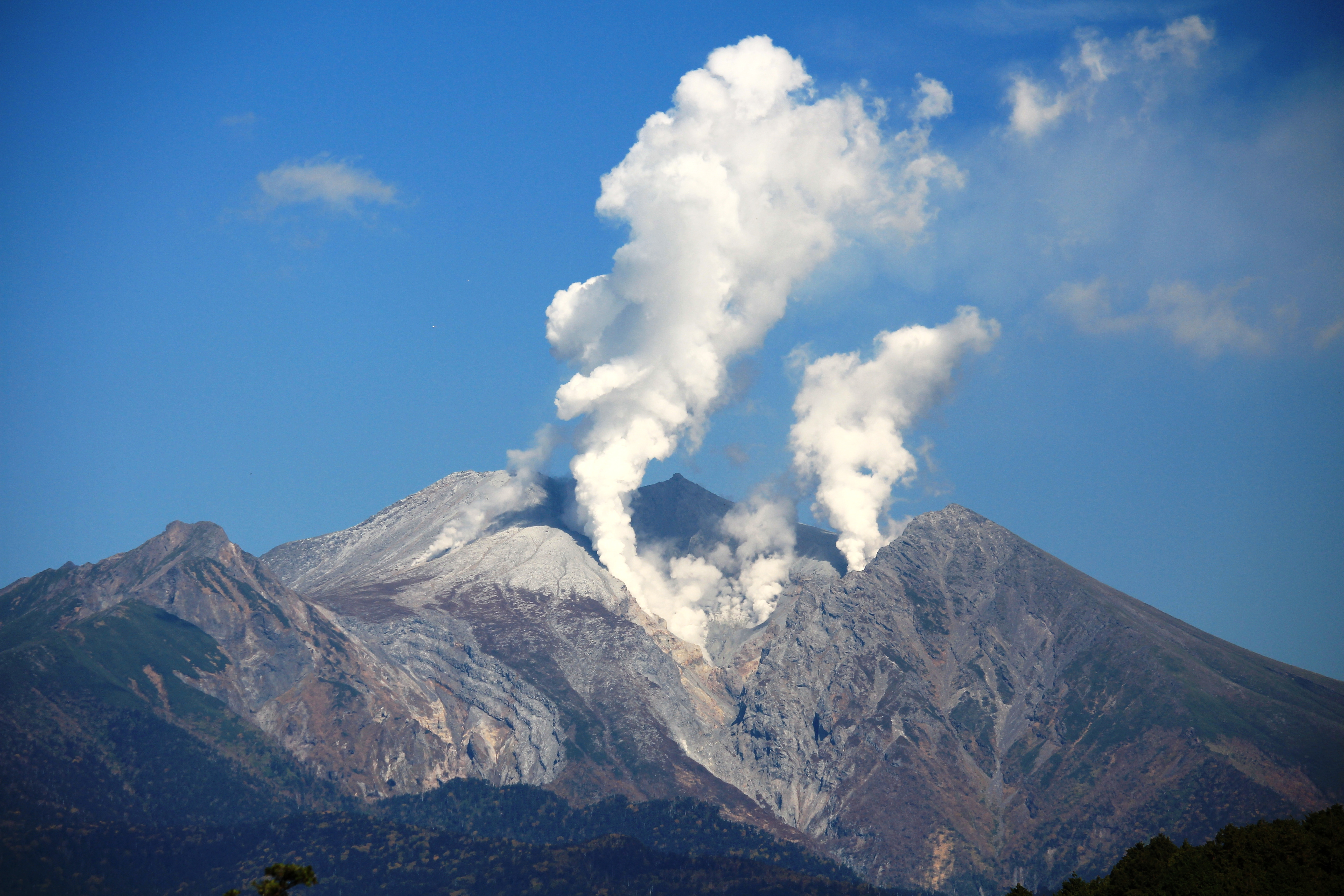
Le mont Ontake vu de Kurakake le 11 octobre 2014.

L'éruption volcanique a débuté à 11 h 52 heure locale (UTC+9),. Étant donné que la montagne est une attraction touristique populaire pour les randonneurs, considérée comme facile pour les grimpeurs débutants et relativement sûre, et que le temps était bon, il y avait plusieurs centaines de personnes sur ses pentes à ce moment,. La police a déclaré qu'elle était à la recherche des personnes restant sur la montagne. À 17:00, la police a indiqué que trois personnes étaient portées disparues et ont été prises sous la cendre. Une autre personne a été sauvée mais elle est restée inconsciente. Six personnes ont été blessées, l'une par des éclats de roches
À 19 h 30, le nombre de personnes que l'on estime enfouies sous la cendre était de six. Neuf personnes avaient été signalées être blessées, dont cinq avaient des fractures. Ensuite au moins 40 personnes ont été signalées être blessées, et 32 ont été jugées manquantes. La JSDF a commencé à effectuer des  recherches pour retrouver les personnes disparues. Une femme a été déclarée morte,.
Le 28 septembre, la police a indiqué que plus de 30 personnes ont été trouvées en "arrêt cardiaque" près du sommet. Le JSDF se réfère souvent à des gens qui ne montrent pas de signes vitaux, et qui sont apparemment morts, comme étant en arrêt cardiaque, juridiquement, seul un médecin agréé peut prononcer le décès d'une personne. Le 29 septembre, un total de 36 corps ont été retrouvés, et 12 personnes ont été annoncées mortes ; les recherches ont été suspendues en raison de conditions dangereuses, y compris du sulfure d'hydrogène dégagé par la montagne. Le 30 septembre, les craintes d'une escalade de l'activité volcanique sur le Mont Ontake ont continué d'entraver les efforts de sauvetage.
Le 1er octobre 2014, onze nouveaux corps ont été découverts par les secouristes sur les pentes du Mont Ontake, portant le total du nombre de corps de 36 à 47; une reprise à la suite d'une erreur de comptage initial de 48,.
Le 4 octobre 2014, quatre nouveaux corps ont été découverts par les secouristes sur les pentes du Mont Ontake, après une recherche dans des lieux inexplorés loin des routes de trekking. Ces quatre corps ont été confirmés décédés.
Le typhon Phanfone a empêché les recherches du 5 au 6 octobre. Le 7 octobre, trois autres corps ont été découverts, ce qui porte le total des décès à 54. Le 11 octobre, le nombre de décès est ajusté à 56.